# Berga, Vallentuna kommun
Berga är en by och sedan 2015 en småort utmed Länsväg 268 mellan Vallentuna och Upplands Väsby.
Här återfinns rikligt med fornlämningar, exempelvis en runhäll, Upplands runinskrifter 251. och flera gravfält med företrädesvis stensättningar.